# آبشار دودوزن
آبشار دودْوَزَن خرمکش آبشاری واقع در استان گیلان است که در فاصله ۲۴ کیلومتری از شهرستان شفت، در منطقه کوهستانی و ییلاقی "سیاهْمزْگی" قرار گرفته‌است. پوشش جنگلی انبوه، چشمه‌های آب، رودخانه پرآب و خروشان و همچنین آب و هوای خنک باعث شده از این آبشار به عنوان یکی از زیباترین آبشارهای گیلان نام ببرند. در رابطه با ارتفاع این آبشار پژوهش‌های دقیقی صورت نگرفته، اما ارتفاع آن حدود ۵۴ متر تخمین زده شده‌است. همچنین بر اساس تحقیقات زمین شناسان این آبشار چیزی حدود ۱۰۰ تا ۱۵۰ سال قدمت دارد